# Nanuza
Nanuza é um gênero de plantas da família Velloziaceae descrito em 1976. Todas as espécies são endêmicas do Brasil.

## Espécies
O gênero é composto por 3 espécies, todas de distribuição restrita ao Brasil.
- Nanuza almeidae R.J.V.Alves - Bahia, Espírito Santo, Rio de Janeiro
- Nanuza luetzelburgii R.J.V.Alves - Pernambuco, Piauí
- Nanuza plicata (Mart. ) L.B.Sm. & Ayensu - Espírito Santo, Bahia, Minas Gerais